# Yagodina Knoll
Der Yagodina Knoll (bulgarisch Ягодинска могила Jagodinska mogila) ist ein 530 m hoher und vereister Hügel auf der Trinity-Halbinsel des Grahamlands im Norden der Antarktischen Halbinsel. Er ragt 8,21 km südsüdöstlich des Siffrey Point, 2,81 km westsüdwestlich des Mount Bransfield, 3,85 km nordwestlich des Koerner Rock und 22,4 km ostnordöstlich des Fidase Peak auf. Das Mott-Schneefeld liegt südwestlich von ihm.
Deutsche und britische Wissenschaftler nahmen 1996 gemeinsam seine Kartierung vor. Die bulgarische Kommission für Antarktische Geographische Namen benannte ihn 2010 nach der Ortschaft Jagodina im Süden Bulgariens.